# San José de las Lajas
San José de las Lajas è un comune di Cuba, capoluogo della provincia di Mayabeque.